# Dendrobium wassellii
Dockrillia wassellii là một loài thực vật có hoa trong họ Lan. Loài này được S.T.Blake mô tả khoa học đầu tiên năm 1963.

## Hình ảnh

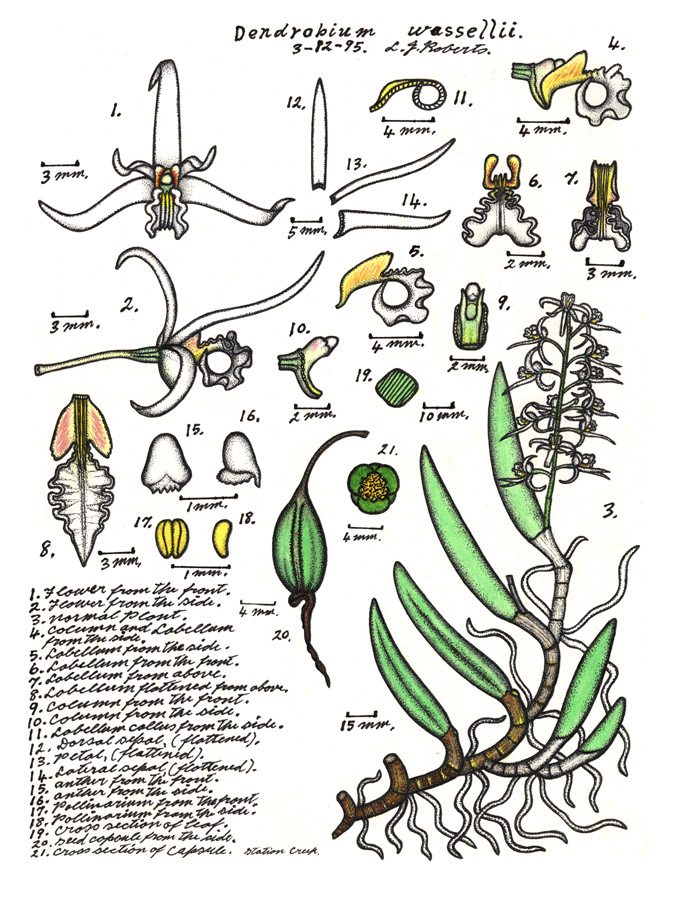
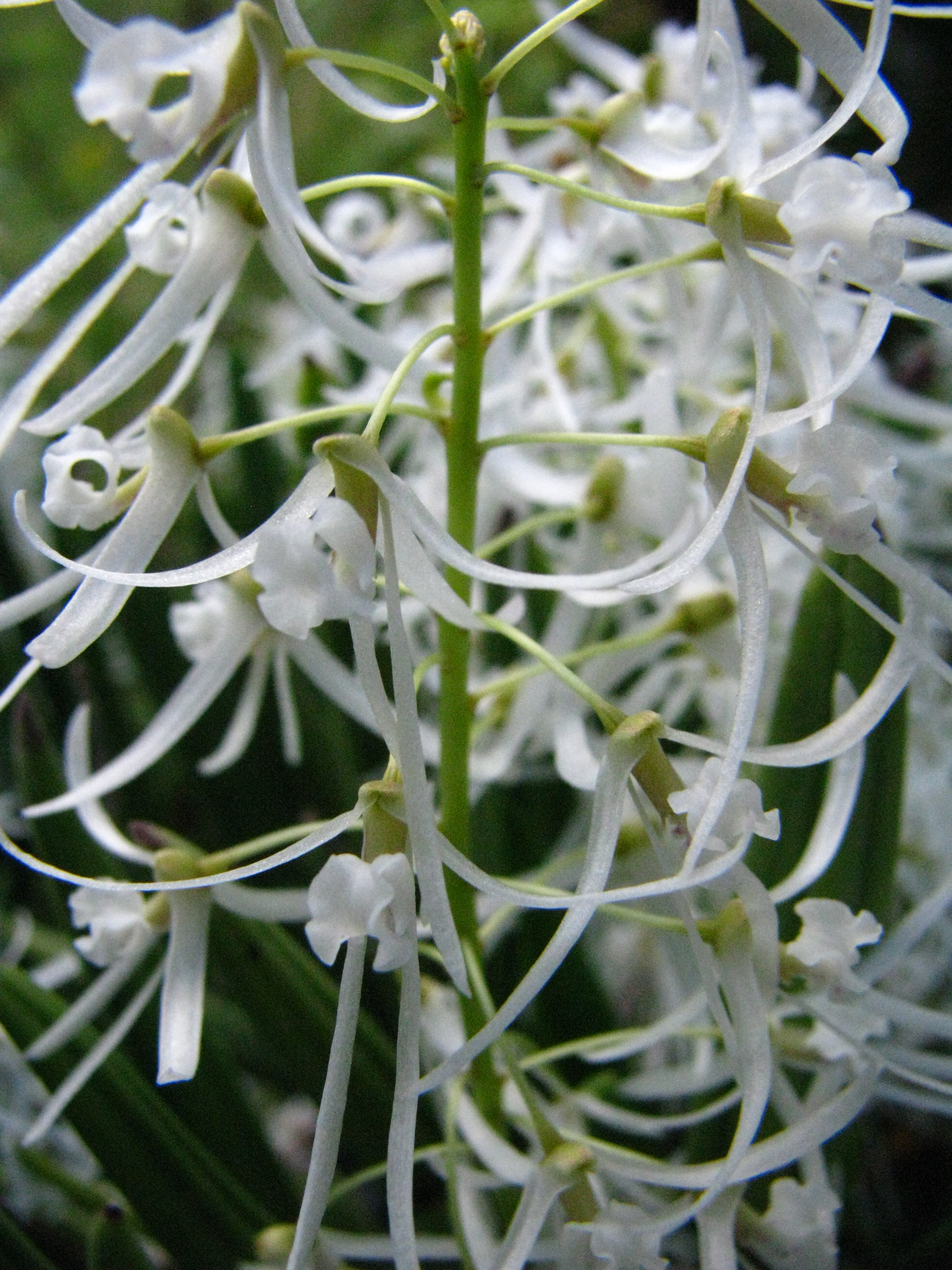
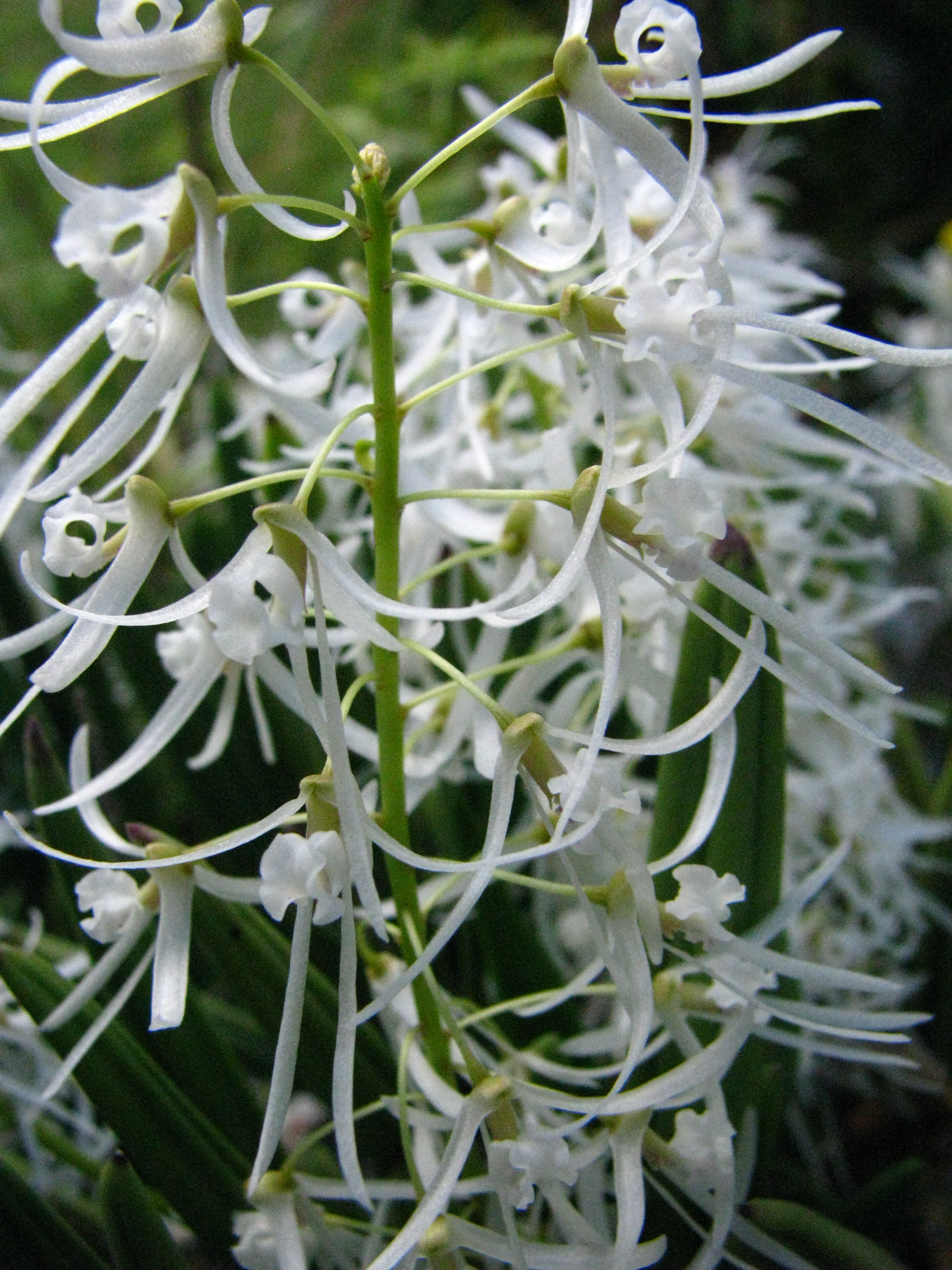